# Rue du Dauphiné
La rue du Dauphiné est une voie située dans le 3e arrondissement de Lyon, en France, dans le quartier de Sans Souci - Dauphiné.

## Situation et accès
La rue débute rue du Général Mouton-Duvernet, en face de l'emprise des voies ferrées reliant les gares de Perrache et Part-Dieu, à environ 50 m au nord du cours Albert-Thomas.
Elle croise ensuite l'avenue Lacassagne pour se prolonger par la route de Genas. Elle se caractérise par plusieurs virages importants. Elle est orientée ouest/est jusqu'à la rue Saint-Maximin, puis sud-ouest/nord-est jusqu'à la rue Jean-Renoir, puis se dirige vers l'est puis le nord-est jusqu'à la route de Genas.

## Origine du nom
Cette voie était "l'une des principales routes vers le Dauphiné". Le nom actuel a été attribué le 13 juin 1905, par délibération municipale. Auparavant, elle était dénommée rue Charlet.

## Points d'intérêt et lieux de mémoire
Plusieurs lieux situés dans la rue du Dauphiné sont en lien avec la Seconde guerre mondiale et la Résistance à Lyon.
La rue longe le mur d'enceinte sud de la prison Montluc. Cet édifice carcéral a joué un rôle important pendant la Seconde Guerre mondiale et la guerre d'Algérie. Il est inscrit au titre des monuments historiques depuis le 25 juin 2009 et est devenu Mémorial national de la prison Montluc en 2010.
Une fresque monumentale de 800 m2, réalisé par CitéCréation, est présente sur ce même mur d'enceinte. Elle contient plusieurs séquences illustrées : deux enfants des années 1940 (en noir et blanc), un portrait de Jean Moulin, des noms de femmes et hommes résistants (Marc Bloch, Gilbert Dru, Daisy Martin), les prénoms de victimes anonymes, le décompte des jours des prisonniers de Montluc, deux enfants des années 1990 (en couleur). Le décor de fond est inspiré du tableau de Vincent Van Gogh, Champ de blé aux Corbeaux,. Devant le mur se trouve un mémorial rendant hommage aux internés de Montluc. Il est constitué d'une stèle centrale et d'un mur contenant des inscriptions, et d'un parterre de fleurs. 
Des cérémonies commémorant la Résistance ont lieu à cet endroit chaque année,.
Au no 25, une plaque commémorative est dédiée à la mémoire de deux résistants, Robert Rabatel et René Tuberga, arrêtés à Lyon, internés à la prison Saint-Paul, puis déportés le 29 juin 1944. Robert Rabatel est décédé le 3 février 1945 à Leitmeritz (République tchèque) et René Tuberga est mort au camp de concentration de Dachau le 18 février 1945.

À l'angle du no 34 et de la rue Roger-Bréchan, se trouve une plaque commémorative dédiée au lieutenant Roger Bréchan. Ce cheminot communiste, devenu résistant et chef de groupes francs de Lyon-Paris, est arrêté par la milice à Paris le 5 mai 1944. Déporté au camp de concentration de Dora le 16 août 1944, il y décède le 10 février 1945.

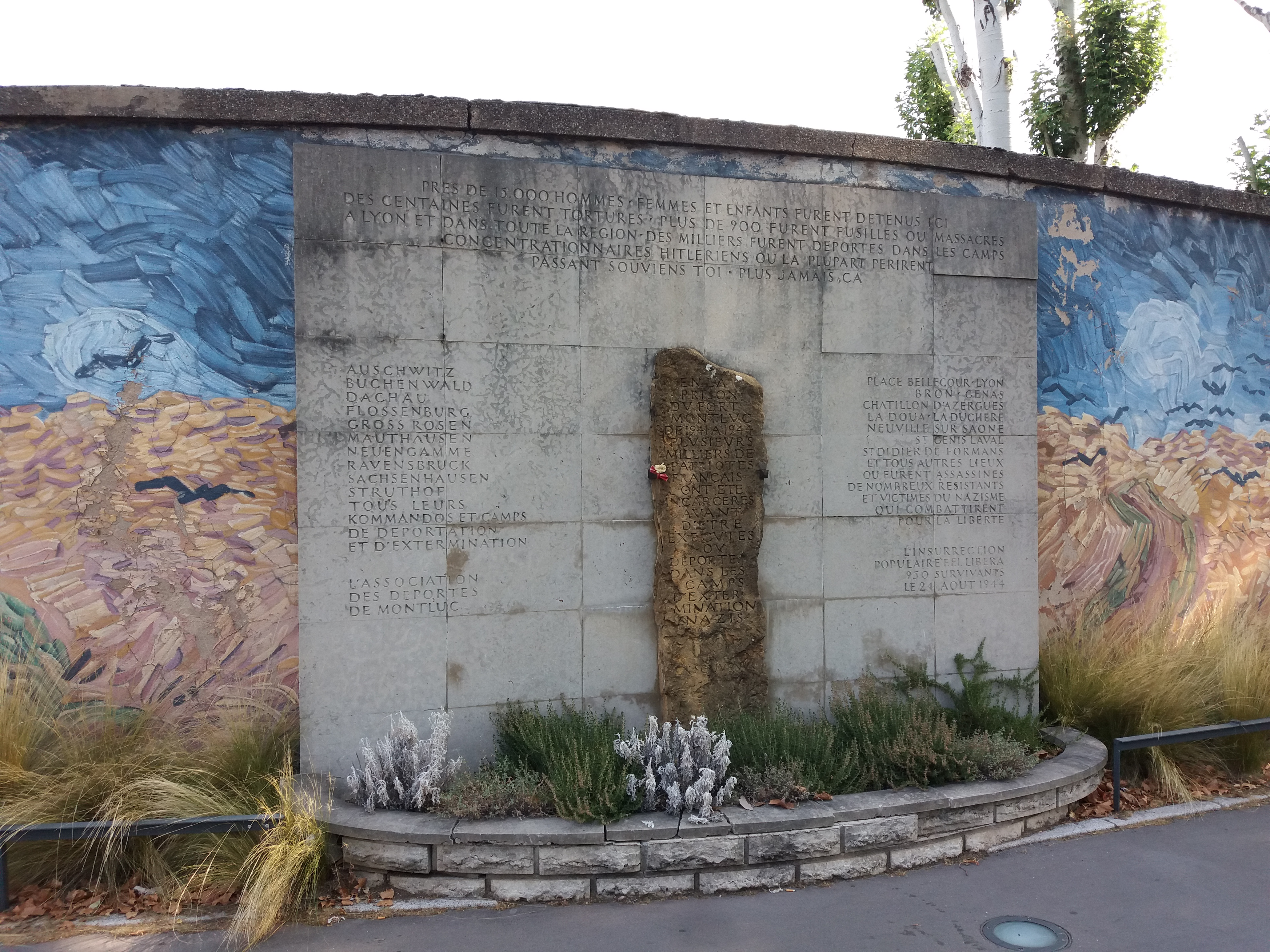
Mémorial - Hommage aux milliers de patriotes exécutés ou déportés après incarcération à la prison Montluc entre 1941 et 1944
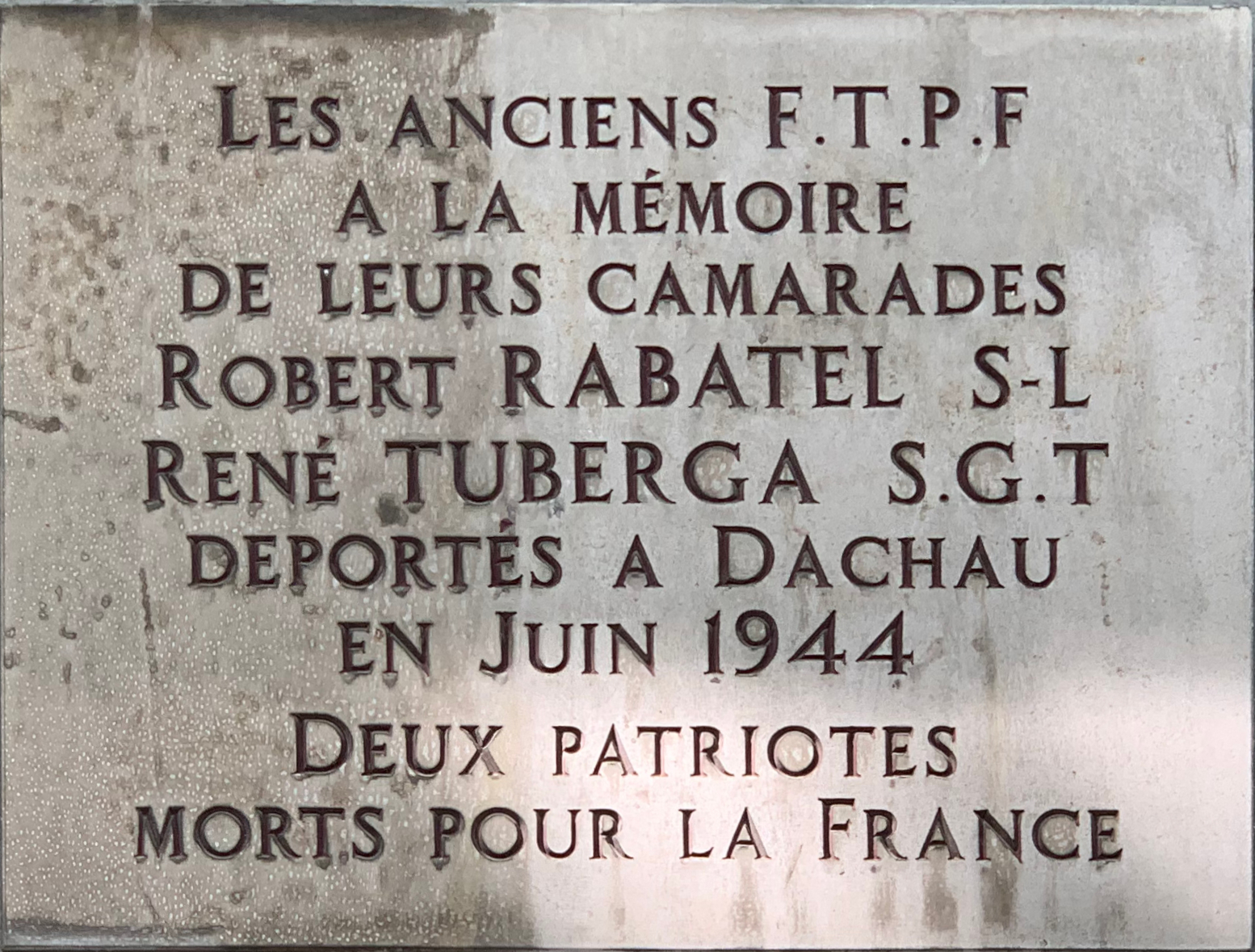
Plaque Robert Rabatel et René Tuberga déportés en juin 1944, 32 Rue du Dauphiné (Lyon)
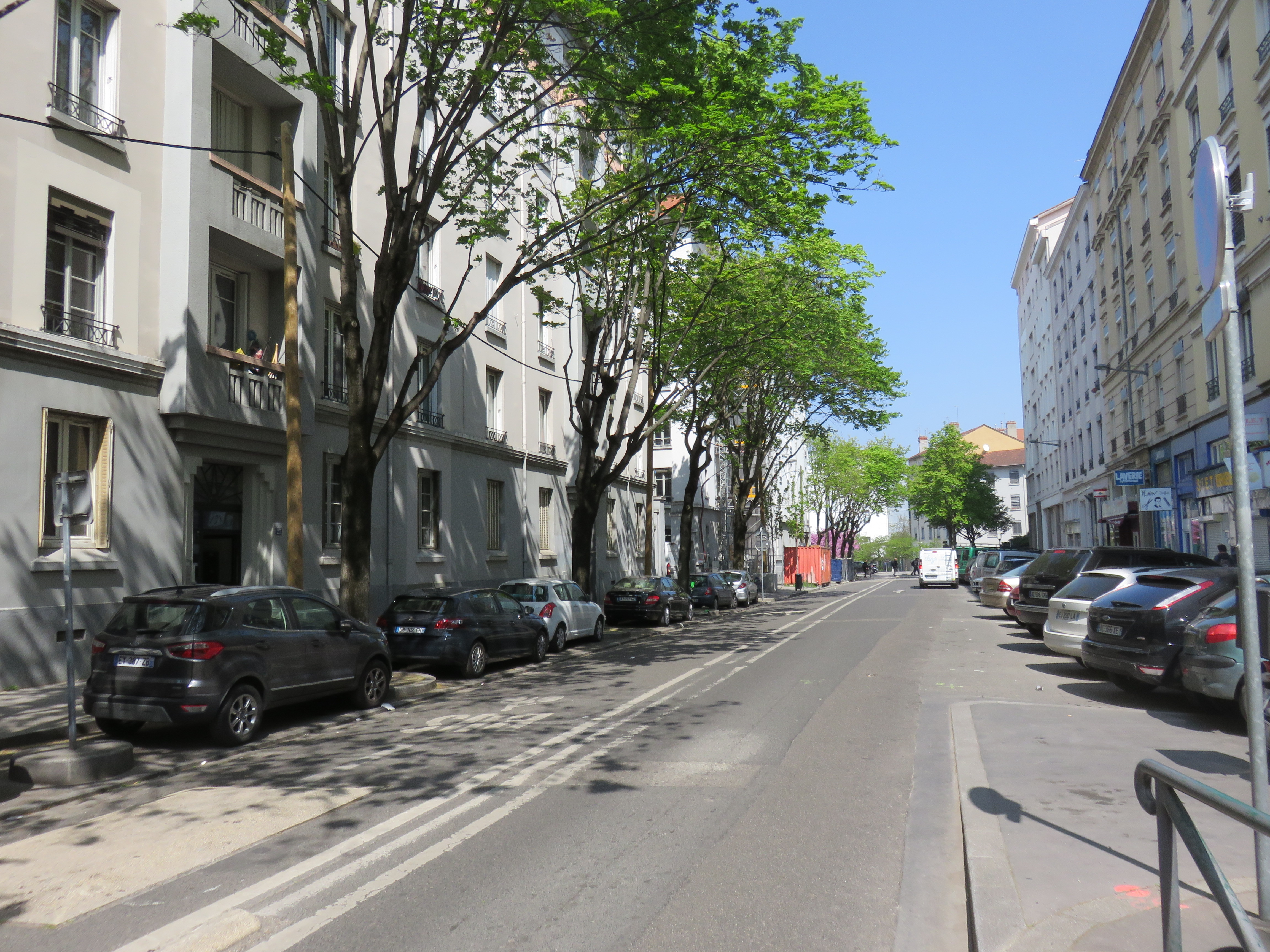
Rue du Dauphiné au niveau de la rue Bréchan (avril 2019)
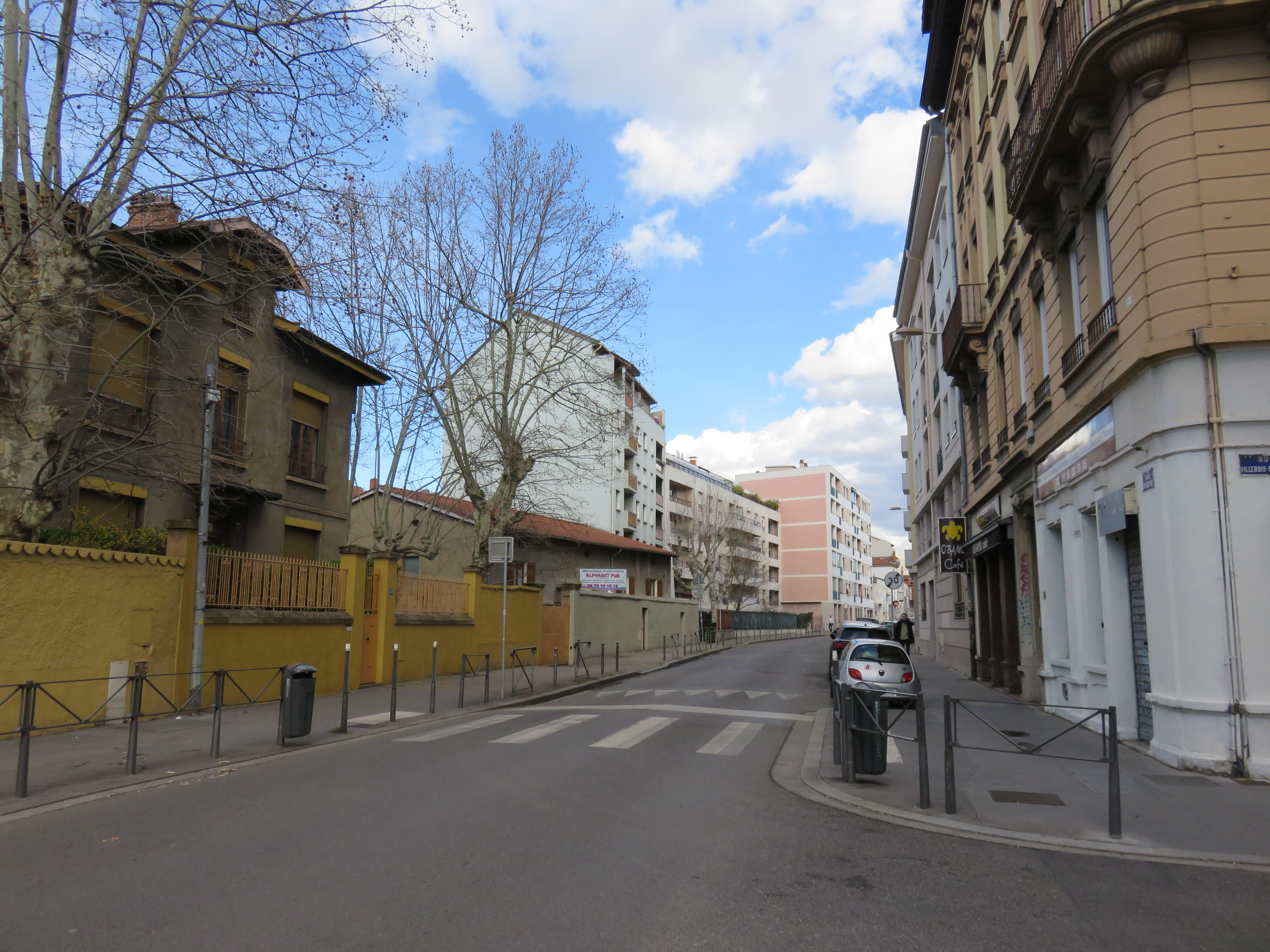
Rue du Dauphiné direction est (mars 2019)

Aux no 47-49, un ensemble de bâtiments industriels construit par l'architecte Blein a abrité successivement plusieurs entreprises au cours du XXe siècle (chaussures, fontaines à gaz et brevets, chapeaux, vêtements, cartonnage). Le site été reconverti en logements.
Au no 82 est située la Maison des Italiens, achetée dans les années 1950 par la communauté italienne de Lyon pour servir de lieu collectif regroupant diverses activités (œuvres sociales italiennes, associations, anciens combattants).